# Manuel Martínez de Navarrete

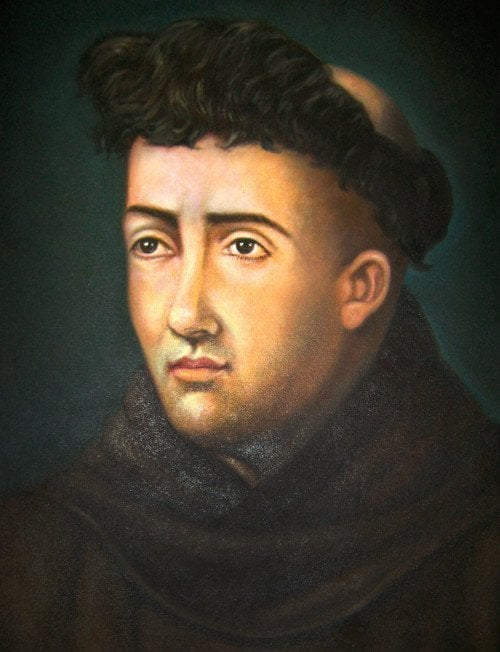
Óleo de Fray Manuel de Navarrete realizado por Arturo Hernandez.

José Manuel Martínez de Navarrete (Zamora, Michoacán, 16 de julio de 1768 - Tlalpujahua, Michoacán, 1809),  conocido también como fray Manuel de Navarrete, fue un periodista y poeta novohispano. Una calle en la ciudad de Zamora de Hidalgo, Michoacán, lleva su nombre. 

## Biografía
Nació en Zamora el 16 de julio de 1768. Sus padres fueron Juan María Martínez de Navarrete y María Teresa Ochoa y Abadiano. Su padre falleció cuando él apenas había cumplido un poco más de un mes de vida. Realizó sus primeros estudios en Valladolid (hoy Morelia). En 1787 ingresó en la Orden Franciscana en Querétaro, donde amplió sus estudios de latinidad estudiando en Celaya. Se desempeñó como cura párroco en Tula (en el actual estado de Tamaulipas) y como guardián del Convento de Tlalpujahua. Fundó periódicos como el Diario de México (1805), en los que publicó poesías líricas. Fue elegido mayoral de la Arcadia Mexicana, academia poética fundada por los redactores del Diario. El tono de su poesía es neoclásico, señalándose en su obra el magisterio de Juan Meléndez Valdés, especialmente en sus anacreónticas. Se le han señalado algunos rasgos prerrománticos. En 1835 se publicaron sus Entretenimientos poéticos en dos volúmenes. Su texto, Poesías profanas, editadas por Francisco Monterde, fueron parte de la Biblioteca del Estudiante Universitario en 1972. Falleció en julio de 1809.